# Квинт Секстий
Квинт Секстий Стари (на латински: Quinti Sextii Patris; Quintus Sextius; fl. ок. 50 пр.н.е.) e римски философ – стоик и основател на философско училище през 1 век пр.н.е. по времето на Гай Юлий Цезар.
Произлиза от плебейската фамилия Секстии. Наричан е Стари или баща, защото има син, фармакологът Секстий Нигер, с когото често е бъркан. Отказва на Цезар да бъде приет в Сената.
Учи в Атина и пише философски книги на гръцки. Хвален е от Плиний Млади. Основава философското училище, наречено на него „Секстии“ (Sextii), което по-късно е ръководено от неговия син, но по времето на Сенека вече е закрито.
Към учениците му принадлежат Сотион (Sotion; учителят на Сенека), Авъл Корнелий Целз, граматика Луций Красиций и оратора и философа Папирий Фабиан.